# Brasserie De Troch
Pour les articles homonymes, voir Troch.
 (avril 2021).
Si vous disposez d'ouvrages ou d'articles de référence ou si vous connaissez des sites web de qualité traitant du thème abordé ici, merci de compléter l'article en donnant les références utiles à sa vérifiabilité et en les liant à la section « Notes et références ».
La brasserie De Troch (en néerlandais : Brouwerij De Troch) est une brasserie située à Wambeek dans la commune de Ternat en province du Brabant flamand en Belgique. Elle produit des bières de type lambic caractéristiques du Pajottenland appelées Chapeau.

## Histoire
La brasserie De Troch est une entreprise familiale qui fut fondée à la fin du XVIIIe siècle et dont la septième génération est actuellement aux commandes.
La brasserie est créée en 1795 dans une ancienne ferme de Wambeek. Cette ferme est achetée le 30 juin 1795 par Joannes Franciscus De Troch et son épouse Theresia Cortvriendt. Un plan cadastral de 1820 qualifie les bâtiments de ferme, distillerie de chicorée et brasserie. En 1830, le ferme-brasserie est léguée à leur fils Josephus Petrus (Pieter) De Troch et à son épouse Maria Anna Van Cutsem. Leur fille Petronella qui hérite de la ferme-brasserie épouse en 1857 son cousin Egidius De Troch, ce qui a pour effet de maintenir le nom De Troch à la tête de l'entreprise. Entre 1878 et 1885, Egidius De Troch fait construire une nouvelle salle de brassage. En 1889, Louis De Troch, fils d'Egidius reprend la brasserie. La bière est alors la plupart du temps vendue à des agriculteurs locaux. En 1936, le fils Louis De Troch (qui a le même prénom que son père) reprend l'entreprise familiale. N'ayant pas de descendance, il est dernier brasseur nommé De Troch. Mais l'entreprise familiale ne s'arrête pas là car, en 1974, Jos Raes, le neveu de Louis De Troch (le fils de la sœur de Louis De Troch, Magdalena De Troch) reprend la brasserie. La ferme est définitivement arrêtée à cette époque. En 2002, Pauwel Raes, le fils de Jos Raes rejoint son père au sein de la brasserie.
La brasserie De Troch fut la première brasserie à associer les bières à fermentation spontanée avec des fruits exotiques comme la banane en 1980.
Elle produit annuellement environ 4 000 hl de bières appelées Chapeau dont 70 % sont exportés vers les États-Unis et le Japon.
La brasserie est membre du Haut conseil pour lambiques artisanales (HORAL).

## Situation
La brasserie se trouve à Wambeek, village du Pajottenland, le long de la Langestraat, au sein d'une imposante ferme en carré bâtie en brique située à quelques dizaines de mètres de l'église.

## Principales bières
La brasserie produit uniquement des bières à fermentation spontanée:
- Gueuzes classiques et faro :
  - Gueuze Chapeau titrant 5,5 % en volume d'alcool
  - Cuvée Oude Gueuze Chapeau titrant 5,5 % en volume d'alcool
  - Winter Gueuze Chapeau titrant 5,6 % en volume d'alcool
  - Chapeau Faro titrant 4,75 % en volume d'alcool
- Gueuzes aux fruits :
  - Chapeau Abricot titrant 3,5 % en volume d'alcool
  - Chapeau Banane titrant 3,5 % en volume d'alcool
  - Chapeau Exotic titrant 3,5 % en volume d'alcool
  - Chapeau Fraises titrant 3,5 % en volume d'alcool
  - Chapeau Framboise titrant 3,5 % en volume d'alcool
  - Chapeau Kriek titrant 3,5 % en volume d'alcool
  - Chapeau Lemon titrant 3,5 % en volume d'alcool
  - Chapeau Mirabelle titrant 3,5 % en volume d'alcool
  - Chapeau Pêche titrant 3,5 % en volume d'alcool